# Far Ultraviolet Spectroscopic Explorer
Il Far Ultraviolet Spectroscopic Explorer (FUSE), a volte citato anche come Explorer 77 o MIDEX 0, è un telescopio spaziale della NASA non più attivo, lanciato nel giugno 1999 come parte del programma Origins e del programma Explorer, atto allo studio della porzione nell'ultravioletto lontano (tra i 90,5 e i 119,5 nanometri) dello spettro elettromagnetico della luce, quasi del tutto inosservabile da altri telescopi.
Scopo primario della missione del FUSE era la caratterizzazione del deuterio interstellare in modo da meglio comprendere i meccanismi di conversione del deuterio in elio-4 innescatisi dopo il Big Bang e avvenuti nei primi minuti dopo di esso, e di capire quanto velocemente il deuterio rimasto dopo il Big Bang e ancora presente nell'universo stia diminuendo, dato che esso viene continuamente convertito, nei nuclei stellari, in elio-4.
Il 12 luglio 2007 si registrò un malfunzionamento nelle ruote di reazione del FUSE, un dispositivo atto a garantire il controllo d'assetto del satellite, e ogni tentativo di farle ripartire si rivelò infruttuoso, così, il 6 settembre dello stesso hanno fu annunciato che, essendo venuta meno la precisione nel controllo necessaria allo svolgimento della sua missione, il FUSE sarebbe stato posto fuori operatività, terminando di fatto la missione pur essendo il telescopio ancora perfettamente integro.

## Struttura e progetto
Il progetto del FUSE è stato proposto dalla NASA agli inizi degli anni novanta e assegnato dalla stessa agenzia all'Applied Physics Laboratory (APL) dell'Università Johns Hopkins il quale lo ha sviluppato in associazione con l'agenzia spaziale canadese e con quella francese. L'APL ha poi scelto, per la realizzazione vera e propria del satellite, la Orbital Sciences Corporation.
Il risultato è stato un satellite alto 5,3 m e largo 1,9 m e del peso di circa 1360 kg, diviso in due unità: il veicolo spaziale vero e proprio e il telescopio spaziale, ognuno governato da un proprio computer centrale.
Sebbene il progetto originario fosse quello di un telescopio Wolter, il progetto finale del FUSE comprendeva quattro specchi individuali, ognuno dei quali è, in particolare, uno specchio parabolico fuori asse di dimensioni pari 39x35 cm. Al fine di ottimizzare la performance sull'intera regione spettrale, due specchi furono rivestiti di carburo di silicio, onde migliorare la riflettività per le lunghezze d'onda ultraviolette più corte, e gli altri due furono rivestiti di fluoruro di litio e alluminio, al fine di migliorare la riflettività per le lunghezze d'onda più ampie.
Ogni specchio ha poi un corrispondente reticolo di diffrazione olograficamente comandato, posto su un substrato curvo in modo da produrre un totale di quattro circoli di Rowland da 1,65 m di diametro. La luce ultravioletta dispersa e scomposta è poi rilevata da due rivelatori costituiti da un sensore a piatto di microcanali a conteggio di fotoni, con lettura elettrica a matrice effettuata da un anodo a doppio strato, le cui superfici sono curvate in modo tale da combaciare con la curvatura del piano focale.

## Lancio e operatività
Il FUSE è stato lanciato il 24 giugno 1999 grazie ad un razzo Delta II decollato dal complesso di lancio 17 della base aerea di Cape Canaveral ed è stato posto su un'orbita geocentrica bassa con periodo di circa 100 minuti. Una volta in orbita il satellite ha iniziato il suo lavoro di osservazione fino al 12 luglio 2007 quando, dopo oltre otto di operatività, il suo sistema di controllo dell'assetto ha subito un malfunzionamento, localizzato probabilmente nel motore delle ruote di reazione. Dopo diversi e fallimentari tentativi di riavviare il dispositivo, la missione del FUSE è stata dichiarata definitivamente terminata il 18 ottobre 2007.

## Risultati scientifici
A cominciare dal 1990, anno di inizio del programma Origins, e fino al dicembre 2008, erano stati prodotti quasi 500 articoli scientifici relativi al FUSE, alla sua costruzione e allo studio dei dati da esso raccolti, questi ultimi aventi argomenti che spaziavano dalle stelle fredde al mezzo intergalattico. Grazie all'elevato numero di linee di assorbimento e di emissione nella fascia spettrale dell'ultravioletto lontano, infatti, grazie a FUSE è stato possibile svolgere studi non solo relativi al deuterio, oggetto principale della missione del telescopio spaziale, ma anche relativi alla chimica galattica, intragalattica ed extragalattica e alla sua evoluzione.
In particolare il FUSE divenne famoso non solo grazie alle oltre 6 000 osservazioni relative a circa 3 000 singoli oggetti astronomici, ma soprattutto grazie alla sua capacità di rilevare le condizioni fisiche di regioni interstellari e intergalattiche così poco densamente popolate da essere state in passato considerate vuote.